# Liquigas-Cannondale/Saison 2011
Dieser Artikel listet Erfolge und Mannschaft des Radsportteams Liquigas-Cannondale in der Saison 2011 auf.

Das Team-Trikot der Saison 2011

## Erfolge in der UCI World Tour
| Datum              | Rennen                        | Sieger        |
| ------------------ | ----------------------------- | ------------- |
| 26. Mai            | 18. Etappe Giro d’Italia      | Eros Capecchi |
| 13. Juni           | 3. Etappe Tour de Suisse      | Peter Sagan   |
| 18. Juni           | 8. Etappe Tour de Suisse      | Peter Sagan   |
| 3. August          | 4. Etappe Polen-Rundfahrt     | Peter Sagan   |
| 4. August          | 5. Etappe Polen-Rundfahrt     | Peter Sagan   |
| 31. Juli–6. August | Gesamtwertung Polen-Rundfahrt | Peter Sagan   |
| 25. August         | 6. Etappe Vuelta a España     | Peter Sagan   |
| 1. September       | 12. Etappe Vuelta a España    | Peter Sagan   |
| 11. September      | 21. Etappe Vuelta a España    | Peter Sagan   |
| 8. Oktober         | 4. Etappe Tour of Beijing     | Elia Viviani  |

## Erfolge in derUCI America Tour
| Datum      | Rennen                              | Kat. | Fahrer       |
| ---------- | ----------------------------------- | ---- | ------------ |
| 19. Mai    | 5. Etappe Kalifornien-Rundfahrt     | 2.HC | Peter Sagan  |
| 26. August | 4. Etappe USA Pro Cycling Challenge | 2.1  | Elia Viviani |
| 27. August | 5. Etappe USA Pro Cycling Challenge | 2.1  | Elia Viviani |
| 28. August | 6. Etappe USA Pro Cycling Challenge | 2.1  | Daniel Oss   |

## Erfolge in derUCI Asia Tour
| Datum       | Rennen           | Kat. | Fahrer       |
| ----------- | ---------------- | ---- | ------------ |
| 11. Februar | Tour de Mumbai I | 1.1  | Elia Viviani |

## Erfolge in derUCI Europe Tour
| Datum            | Rennen                                                  | Kat. | Fahrer           |
| ---------------- | ------------------------------------------------------- | ---- | ---------------- |
| 5. Februar       | Gran Premio Costa degli Etruschi                        | 1.1  | Elia Viviani     |
| 22. Februar      | 1. Etappe Giro di Sardegna                              | 2.1  | Peter Sagan      |
| 24. Februar      | 3. Etappe Giro di Sardegna                              | 2.1  | Peter Sagan      |
| 25. Februar      | 4. Etappe Giro di Sardegna                              | 2.1  | Peter Sagan      |
| 22.–26. Februar  | Gesamtwertung Giro di Sardegna                          | 2.1  | Peter Sagan      |
| 27. Februar      | Grand Prix di Lugano                                    | 1.1  | Ivan Basso       |
| 31. März         | 3.1 Etappe Drei Tage von De Panne                       | 2.HC | Jacopo Guarnieri |
| 17. Juni         | 1. Etappe Slowenien-Rundfahrt                           | 2.1  | Elia Viviani     |
| 26. Juni         | Slowakische Meisterschaft – Straßenrennen               | CN   | Peter Sagan      |
| 3. Juli          | Grand Prix Kranj                                        | 1.1  | Simone Ponzi     |
| 15. Juli         | Gran Premio Nobili Rubinetterie – Coppa Città di Stresa | 1.1  | Elia Viviani     |
| 16. Juli         | Gran Premio Nobili Rubinetterie – Coppa Papà Carlo      | 1.1  | Simone Ponzi     |
| 7. September     | 2. Etappe Giro di Padania                               | 2.1  | Elia Viviani     |
| 9. September     | 4. Etappe Giro di Padania                               | 2.1  | Ivan Basso       |
| 6.–10. September | Gesamtwertung Giro di Padania                           | 2.1  | Ivan Basso       |
| 18. September    | Gran Premio Industria & Commercio di Prato              | 1.1  | Peter Sagan      |

## Abgänge – Zugänge
| Zugänge              | Team 2010            | Abgänge               | Team 2011              |
| -------------------- | -------------------- | --------------------- | ---------------------- |
| Eros Capecchi        | Footon-Servetto      | Manuel Quinziato      | BMC Racing Team        |
| Timothy Duggan       | Garmin-Transitions   | Ivan Santaromita      | BMC Racing Team        |
| Mauro Da Dalto       | Lampre-Farnese Vini  | Aljaksandr Kuschynski | Katjuscha              |
| Simone Ponzi         | Lampre-Farnese Vini  | Daniele Bennati       | Team Leopard-Trek      |
| Dominik Nerz         | Team Milram          | Oliver Zaugg          | Team Leopard-Trek      |
| Cameron Wurf         | Androni Giocattoli   | Frederik Willems      | Omega Pharma-Lotto     |
| Ted King             | Cervélo TestTeam     | Robert Kišerlovski    | Pro Team Astana        |
| Alan Marangoni       | Colnago-CSF Inox     | Roman Kreuziger       | Pro Team Astana        |
| Damiano Caruso       | De Rosa-Stac Plastic | Francesco Chicchi     | Quickstep Cycling Team |
| Cristiano Salerno    | De Rosa-Stac Plastic | Brian Vandborg        | Saxo Bank SunGard      |
| Paolo Longo Borghini | ISD-Neri             | Franco Pellizotti     | Karriereende           |

## Mannschaft
| Name                 | Geburtstag         | Nationalität       |              |
| -------------------- | ------------------ | ------------------ | ------------ |
| Valerio Agnoli       | 6. Januar 1985     | Italien            |              |
| Ivan Basso           | 26. November 1977  | Italien            |              |
| Francesco Bellotti   | 6. August 1979     | Italien            |              |
| Maciej Bodnar        | 7. März 1985       | Polen              |              |
| Eros Capecchi        | 13. Juni 1986      | Italien            |              |
| Damiano Caruso       | 12. Oktober 1987   | Italien            |              |
| Davide Cimolai       | 13. August 1989    | Italien            |              |
| Mauro Da Dalto       | 8. April 1981      | Italien            |              |
| Tiziano Dall’Antonia | 26. Juli 1983      | Italien            |              |
| Timothy Duggan       | 14. November 1982  | Vereinigte Staaten |              |
| Mauro Finetto        | 10. Mai 1985       | Italien            |              |
| Jacopo Guarnieri     | 14. August 1987    | Italien            |              |
| Ted King             | 31. Januar 1983    | Vereinigte Staaten |              |
| Kristijan Koren      | 25. November 1986  | Slowenien          |              |
| Paolo Longo Borghini | 10. Dezember 1980  | Italien            |              |
| Alan Marangoni       | 16. Juli 1984      | Italien            |              |
| Dominik Nerz         | 25. August 1989    | Deutschland        |              |
| Vincenzo Nibali      | 14. November 1984  | Italien            |              |
| Daniel Oss           | 13. Januar 1987    | Italien            |              |
| Maciej Paterski      | 12. September 1986 | Polen              |              |
| Simone Ponzi         | 17. Januar 1987    | Italien            |              |
| Fabio Sabatini       | 18. Februar 1985   | Italien            |              |
| Juraj Sagan          | 23. Dezember 1988  | Slowakei           |              |
| Peter Sagan          | 26. Januar 1990    | Slowakei           |              |
| Cristiano Salerno    | 18. Februar 1985   | Italien            |              |
| Sylwester Szmyd      | 2. März 1978       | Polen              |              |
| Alessandro Vanotti   | 16. September 1980 | Italien            |              |
| Elia Viviani         | 7. Februar 1989    | Italien            |              |
| Cameron Wurf         | 3. August 1983     | Australien         |              |
| Stagiaires           | Stagiaires         | Nationalität       | Nationalität |
| Stefano Agostini     | Stefano Agostini   | Italien            |              |
| Moreno Moser         | Moreno Moser       | Italien            |              |